# Onze-Lieve-Vrouw-Boodschapskerk (Antwerpen)

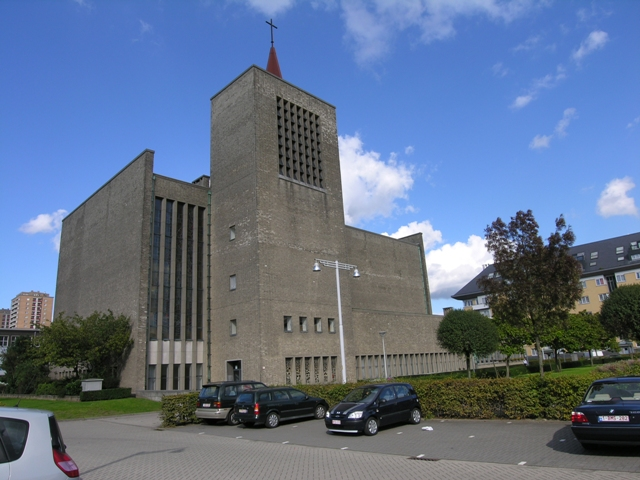
Onze-Lieve-Vrouw-Boodschapskerk

De Onze-Lieve-Vrouw-Boodschapskerk is een kerkgebouw in de tot de stad Antwerpen behorende wijk Luchtbal, gelegen aan de Canadalaan 105.

## Geschiedenis
In de wijk Luchtbal werd vanaf de jaren '20 van de 20e eeuw een tuinwijk voor havenarbeiders gebouwd. In 1926-1927 werd op de hoek van de Canadalaan en de Cardiffstraat een klein neoromaans kerkje gebouwd.
Vanaf 1950 steeg het bevolkingsaantal met duizenden inwoners. Allereerst kwam er een parochiecentrum met theaterzaal, feestzalen en een café. Dit werd gebouwd van 1955-1957 en werd ontworpen door René Van Steenbergen in traditionalistische stijl.
Een kerk werd van 1964-1967 gebouwd, nu naar ontwerp van dezelfde architect, maar dit keer in modernistische stijl.

## Gebouw
Het betreft een kubusvormige kerk met op de lage benedenverdieping een kapel en een bibliotheek/vergaderzaal en de eigenlijke kerkzaal op de bovenverdieping. Aan de oostzijde vindt men een atrium en aan de zuidzijde een klokkentoren. Het atrium dient als toegangszone voor de kerk die via een trap wordt betreden.
De kerk is gebouwd als een betonskelet, bekleed met bakstenen. De massieve, blokvormige klokkentoren wordt bekroond door een piramidevormige spits met kruis.
De kerk wordt van binnen verlicht door kleurige glas-in-loodwanden. De noordelijke glas-in-loodwand meet zelfs 11 bij 40 meter.
Het is een vrijstaand kerkgebouw en maakt als zodanig een massale indruk.